# Pastuchów (gromada)
Pastuchów – dawna gromada, czyli najmniejsza jednostka podziału terytorialnego Polskiej Rzeczypospolitej Ludowej w latach 1954–1972.
Gromady, z gromadzkimi radami narodowymi (GRN) jako organami władzy najniższego stopnia na wsi, funkcjonowały od reformy reorganizującej administrację wiejską przeprowadzonej jesienią 1954 do momentu ich zniesienia z dniem 1 stycznia 1973, tym samym wypierając organizację gminną w latach 1954–1972.
Gromadę Pastuchów z siedzibą GRN w Pastuchowie utworzono – jako jedną z 8759 gromad na obszarze Polski – w powiecie świdnickim w woj. wrocławskim, na mocy uchwały nr 28/54 WRN we Wrocławiu z dnia 2 października 1954. W skład jednostki weszły obszary dotychczasowych gromad: Pastuchów, Czechy i Skarżyce ze zniesionej gminy Stanowice, Przyłęgów ze zniesionej gminy Żarów oraz Piotrowice Świdnickie ze zniesionej gminy Jaworzyna Śląska w tymże powiecie. Dla gromady ustalono 23 członków gromadzkiej rady narodowej.
31 grudnia 1961 gromadę zniesiono, a jej obszar włączono do gromad: Stanowice (wieś Czechy),  Jaroszów (wieś Skarżyce) i Żarów (wieś Przyłęgów) oraz nowo utworzonej gromady Jaworzyna Śląska (wsie Pastuchów i Piotrowice) w tymże powiecie.